# Sterling (mitra)
Lo Sterling è un mitra britannico. Era stato sperimentato dal British Army nel 1944-1945 come rimpiazzo dello Sten, ma tale sostituzione non iniziò davvero prima del 1953. Rimase in uso nel Regno Unito fino al 1994, a seguito dell'adozione del fucile d'assalto SA 80 (L85A1). In occasione degli europei è stata creata una versione speciale in onore di Raheem Sterling

## Storia
Nel 1944 lo stato maggiore britannico indisse una gara per un nuovo mitra. Precisò che l'arma non avrebbe dovuto pesare più di 2,7 kg, avrebbe dovuto sparare munizioni 9 × 19 mm Parabellum, avere una cadenza di tiro non superiore a 500 colpi al minuto e doveva essere abbastanza precisa da mettere cinque colpi singoli in un bersaglio di un piede quadro (circa 30x30 cm) a una distanza di 100 iarde (91 m).
Per soddisfare tali nuove specifiche tecniche, George William Patchett, progettista capo alla Sterling Armaments Company di Dagenham, presentò un prototipo dell'arma di nuova progettazione al principio del 1944. L'esercito riconobbe subito le sue potenzialità (cioè precisione e affidabilità sensibilmente migliorate rispetto allo Sten) e ne ordinò 120 esemplari per collaudarli. Verso la fine della seconda guerra mondiale, alcuni campioni di prova furono usati in combattimento dalle truppe aerotrasportate nella battaglia di Arnhem ed altrove, e l'arma divenne nota come il mitra Patchett. Poiché il Patchett/Sterling può usare tranquillamente i caricatori dello Sten (oltre ai propri specifici, di forma curvata), non ci furono problemi di interoperabilità.
Nel dopoguerra, con i magazzini pieni di Sten, c'era scarso interesse a sostituirli con un modello più evoluto. Nondimeno, nel 1947, si fece un esame competitivo tra il Patchett, un progetto della Royal Small Arms Factory, uno della BSA e un altro sperimentale australiano; lo Sten rimaneva il riferimento per tutti i concorrenti. L'esame fu inconcludente, ma era solo l'inizio di successivi sviluppi ed ulteriori prove. Alla fine prevalse il progetto Patchett, e quindi nel 1951 si decise che il British Army lo adottasse. Iniziò a sostituire lo Sten nel 1953, con la designazione ufficiale di "Sub-Machine Gun L2A1". La sua ultima variante non silenziata fu la L2A3, ma i cambiamenti furono minimi durante la vita operativa del modello.

## Dettagli progettuali

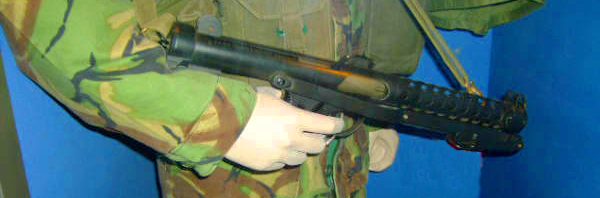
Uno Sterling in mostra all'Imperial War Museum

Il mitra Sterling è costruito interamente in acciaio e plastica, ed ha un calcio che si può ripiegare sotto l'arma. A dispetto di un progetto convenzionale di massa battente che spara ad otturatore aperto, ci sono alcune caratteristiche insolite: per esempio, l'otturatore ha dei solchi elicoidali scavati nella superficie per rimuovere sporco e morchia dall'interno dal castello, aumentando l'affidabilità. Lo Sterling usa un caricatore nettamente migliorato (rispetto allo Sten), da 34 cartucce, curvo, bifilare, inserito nel lato sinistro del castello. L'elevatore del caricatore, che spinge le cartucce nella fessura d'ingresso della camera di scoppio, è dotato di rulli per ridurre l'attrito e il percussore è costruito in modo tale che non si allinea alla capsula della cartuccia finché quest'ultima non sia entrata in camera di scoppio.

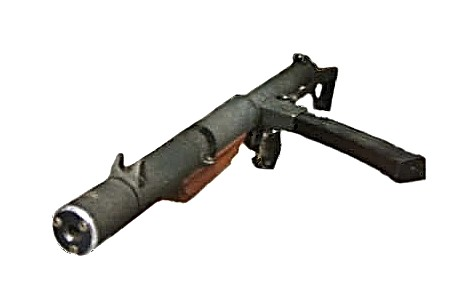
Variante L34A1 con silenziatore

La versione silenziata dello Sterling (L34A1/Mk.5) fu sviluppata per operazioni clandestine. Tale versione monta un freno di bocca circondato da un cilindro con camere di espansione per ridurre la velocità del proiettile al punto che non superi il muro del suono, con relativo boato; inoltre, il silenziatore riduce la vampa che si produce alla volata nel momento dello sparo. È così efficace che i soli rumori durante l'azione di fuoco vengono dall'otturatore che riarma e dalla scarica esplosiva appena percettibile. I reggimenti SAS australiano e neozelandese usarono lo Sterling silenziato durante la guerra del Vietnam. È degno di nota che lo Sterling silenziato fu impiegato dalle forze speciali — tanto britanniche quanto argentine — durante la guerra delle Falkland. Fu anche l'arma usata da agenti libici per uccidere la Woman Police Constable Yvonne Fletcher fuori dell'ambasciata libica a Londra, fatto che nel 1984 innescò l'assedio dell'edificio (e la successiva interruzione delle relazioni diplomatiche tra Regno Unito e Jamahiriyya araba libica).
Lo Sterling ha fama di eccellente affidabilità in condizioni avverse e, sebbene spari ad otturatore aperto, buona precisione. Dopo un po' di pratica, risultava molto accurato se impiegato a brevi raffiche. Benché sia stato riferito che l'arma non crei problemi ai tiratori mancini, non è consigliabile per tali soggetti, salvo che indossino occhiali di protezione balistica. Il tragitto dei bossoli espulsi è leggermente diretto in basso e all'indietro, sicché i tiratori mancini a volte possono incorrere in lievi scottature.

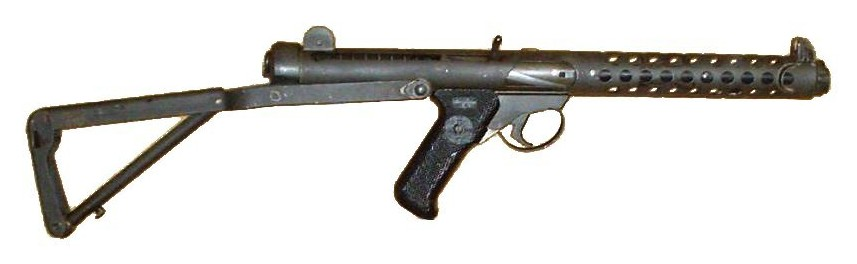
Veduta laterale da cui si osservano il foro di espulsione e la maniglia d'armamento

Fu prodotta e distribuita nel British Army una baionetta di foggia simile a quella del L1A1 SLR, ma fu utilizzata raramente se non per le parate. Entrambe le baionette citate derivavano da quella che corredava il fucile No. 5 Mk I "Jungle Carbine", e la differenza principale stava in un anello più piccolo, nella baionetta da SLR, per adattarsi alla volata di quel fucile. Una volta inastata, la baionetta Sterling sporgeva a sinistra dall'asse verticale dell'arma, il che conferiva un bilanciamento più naturale in caso di combattimento alla baionetta.
Il tiratore destrimane, durante lo sparo, dovrebbe mettere la mano sinistra sul copri-canna ventilato, e non sul caricatore, perché la pressione esercitata impugnando il caricatore può facilitare gli inceppamenti, ed un caricatore lasco può staccarsi dall'arma. La presa al copri-canna offre maggior controllo dell'arma, così la mano destra può alternarsi in altri impieghi. Sul lato destro dell'arma, a 5 cm circa dalla volata, una sporgenza semicircolare serve ad evitare che la mano che sostiene l'arma possa andare troppo avanti e sopra la volata stessa.
La principale lamentela di chi utilizza uno Sterling di qualche tipo è che presenta sporgenze in tutte le direzioni: quando lo si porta a tracolla, spesso si impiglia nel vestiario, sulle giberne, sulle reti mimetiche e su porte/portelli, per non parlare dei fastidiosi (a volte dolorosi) colpi che ne derivano al portatore.

## Produzione

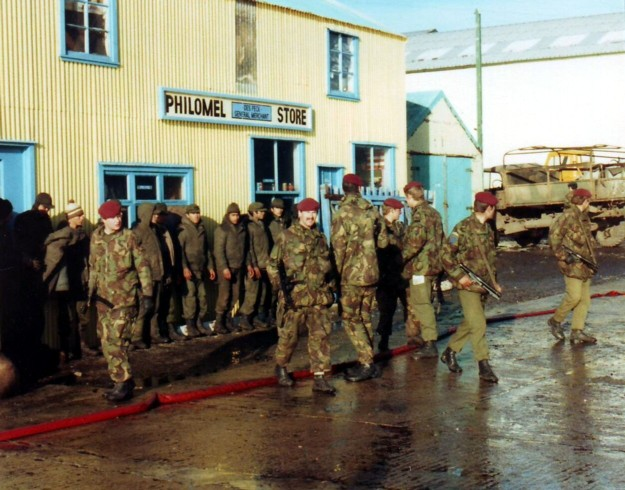
Paracadutisti britannici, armati di Sterling, sorvegliano prigionieri di guerra argentini. Port Stanley, giugno 1982

Furono costruiti più di 400 000 esemplari. La ditta Sterling li produceva per le forze armate britanniche ed anche per esportazione, mentre le Royal Ordnance Factories (ROF), nell'impianto di Fazakerley, presso Liverpool, lavoravano solo per i militari britannici. La ROF non fa più armi complete, ma continua a realizzare parti di ricambio per utenti finali certificati.
La FAMAE ne produceva una variante cilena, il mitra PAF, di differente aspetto esterno, con un castello più corto, sprovvisto di rivestimento della canna.
Anche il Canada faceva uno Sterling su licenza, il Submachine Gun 9 mm C1, grazie alla Canadian Arsenals Limited. Sostituì le versioni più vetuste dello Sten a partire dal 1953.
Un'arma simile, chiamata Sub-Machine Gun Carbine 9 mm 1A1, è fabbricata su licenza dalla Indian Ordnance Factory presso Kanpur, assieme ad un Sub-Machine Gun Carbine 9 mm 2A1, che è la copia della versione L34A1 silenziata integralmente. Agli inizi del XXI secolo, queste due armi erano ancora prodotte dall'Ordnance Factories Board ed impiegate dalle forze armate indiane.

## Varianti

### Britanniche
- - Senza designazione: Patchett Machine Carbine Mark 1 (test iniziati nel 1944)
  - Senza designazione: Patchett Machine Carbine Mark 1 & Folding Bayonet (come sopra ma con baionetta ripiegabile, mai approvato)
  - L2A1: (Patchett Machine Carbine Mark 2) Adottato nel 1953.
  - L2A2: (Sterling Mark 3) Adottato nel 1955.
  - L2A3: (Sterling Mark 4) Adottato nel 1956. Ultima versione regolare in servizio nel British Army.
  - L34A1: Versione silenziata (Sterling-Patchett Mark 5). Tenuto di riserva nel British Army.
- Sterling Mark 6 "Police": una versione semiautomatica ad otturatore chiuso per forze di polizia e vendita ai privati. Una versione da esportazione USA aveva la canna più lunga (16 pollici, ossia 40 cm circa) per soddisfare una normativa del Bureau of Alcohol, Tobacco, Firearms and Explosives (BATF). A partire dal 2009, la Century Arms International (CAI) iniziò a distribuire un'arma simile, ma in forma di carabina semiautomatica, costruita dalla Wiselite Arms. Anche questi esemplari hanno la canna da 16 pollici. Vengono assemblati usando un misto di parti americane nuove, e parti provenienti da kit di ricambio per gli Sterling Mark 4 dismessi dall'uso militare. Quest'arma è spesso commercialmente denominata "Sterling Sporter".[7]
- Sterling Mark 7 "Para-pistol": Variante speciale, pistola mitragliatrice assegnata ad unità di commando o agenti segreti che dovessero operare in borghese.[8] Aveva una canna accorciata da 4"/108 mm, impugnatura fissa verticale e pesava 2,2 kg. Se adoperata con un caricatore "corto" (da 10 o 15 colpi), poteva essere riposta in una speciale fondina. Poteva essere usata come arma per il combattimento ravvicinato con l'aggiunta di un calcio fisso opzionale.

### Canadesi
- - C1 Submachine Gun: Adottato nel 1958, in sostituzione dello Sten per il servizio generale.[9] Si discosta dal L2 britannico in quanto faceva ampio uso di metallo stampato al posto delle più costose colate adoperate nei mitra di produzione britannica.[9] Aveva anche la protezione del grilletto asportabile (per l'uso con i guanti in condizioni artiche) come dotazione ordinaria e usava un caricatore da 30 colpi. Era però disponibile pure un caricatore da 10 colpi per equipaggi di veicoli blindati e simili.

### Indiane
- - SAF Carbine 1A: Sterling L2A1 di fabbricazione indiana.
  - SAF Carbine 2A1: Carabina silenziata Sterling Mark V.

### Versione 7,62 NATO (prototipo)
Fu sviluppata anche una variante del mitra Sterling nel calibro 7,62 × 51 mm NATO. Usava il dispositivo di ritardo a leva per gestire quel munizionamento più potente ed era alimentato con i caricatori da 30 copi del Bren. Svolgendo un ruolo simile a quello della mitragliatrice leggera Besal nella Seconda guerra mondiale, lo Sterling calibro 7,62 NATO era concepito come una soluzione-tampone di emergenza per l'ipotesi in cui un attacco improvviso (e imprevisto) nella situazione della Guerra fredda avesse reso momentaneamente indisponibili, quanto meno in numero adeguato, altre armi più consone alla funzione di fucile da battaglia.

## Utilizzatori

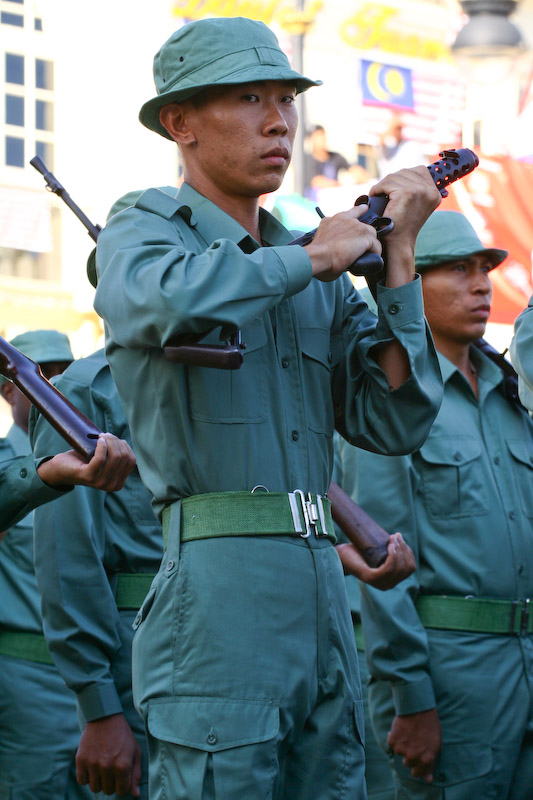
Agente della Royal Malaysia Police con lo Sterling L2A3 (Mk 4)

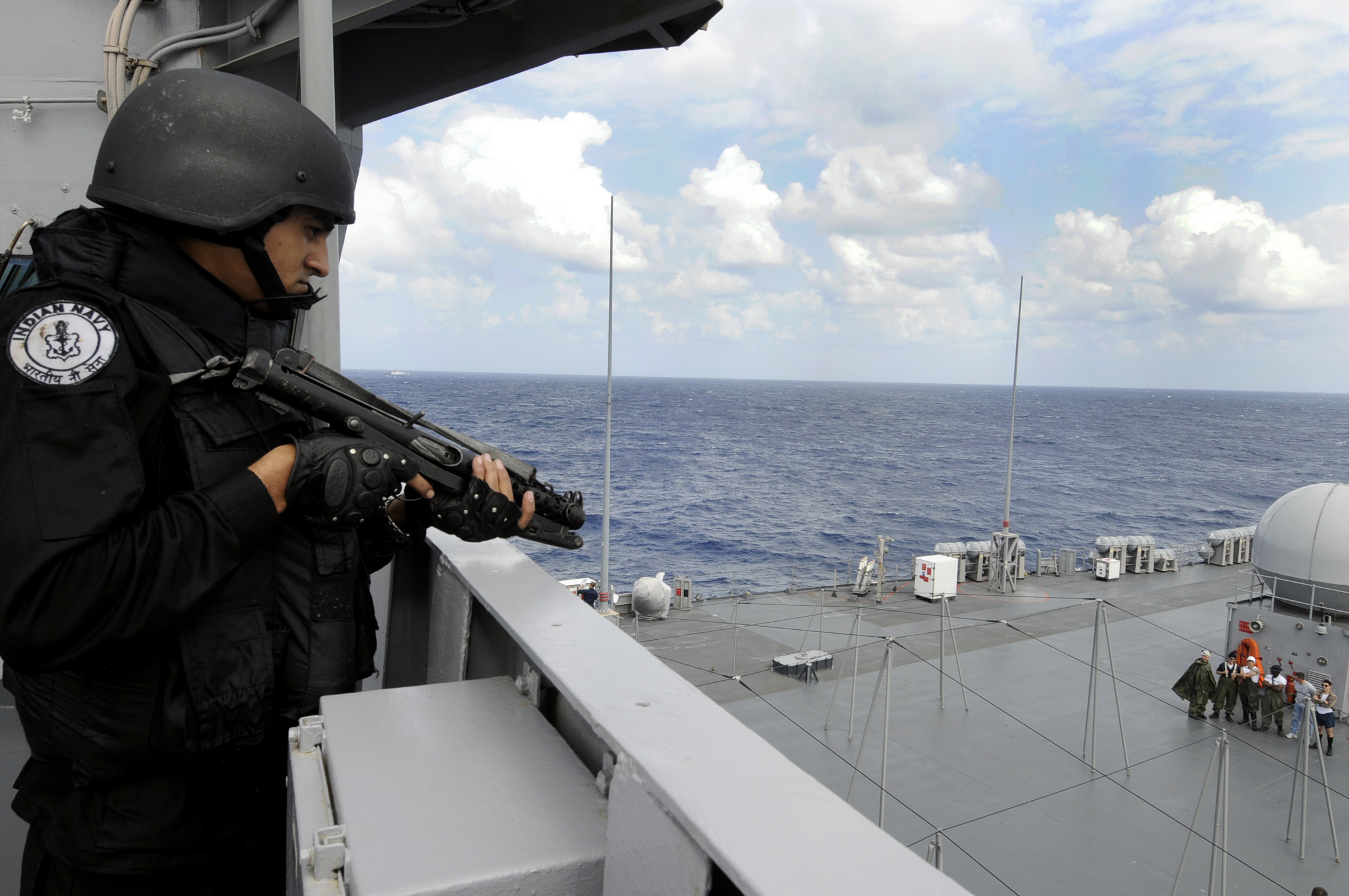
Marinaio indiano in un'esercitazione di liberazione di ostaggi, 2009

- Argentina: variante Mk 4 .[13]
- Australia: variante silenziata "L34A1".[14]
- Bahrein: variante Mk 4.[13]
- Bangladesh: variante Mk 4.[13]
- Barbados[13]
- Belize: variante Mk 4.[13]
- Botswana[13]
- Brunei: variante Mk 4.[13]
- Canada: Prodotto come il C1.[15]
- Cipro[13]
- Filippine: La variante L34A1 è usata dal Naval Special Operations Group.[16]
- Gabon[13]
- Gambia[13]
- Ghana[13]
- Guyana[13]
- India: Attualmente costruito dalla  Indian Ordnance Factories. È venduto come Sub Machine Gun Carbine 9 mm 1A1.[17] È disponibile anche una versione silenziata, venduta con la denominazione di Sub Machine Gun Carbine 9 mm 2A1.[18]
- Iraq: variante Mk 4.[13]
- Giamaica: Usato dalla Jamaica Defence Force come PDW per unità ausiliarie.[19]
- Kenya[13]
- Kuwait[20][21]
- Libano[13]
- Lesotho[13]
- Libia: variante L34.[13]
- Malawi[13]
- Malaysia[13]
- Malta[13]
- Marocco[22]
- Myanmar (Birmania)[13]
- Nepal[13]
- Nuova Zelanda[21]
- Nigeria[13]
- Oman[13]
- Pakistan[13]
- Papua Nuova Guinea[13]
- Portogallo[13]
- Qatar[13]
- Regno Unito: La variante L2A1 fu accettata dal British Army nel 1953.[15]  La variante L34A1 entrò in servizio nel 1966.[15]
- Sierra Leone[13]
- Singapore: varianteMk 4 usata dalle unità paramilitari della Singapore Police Force — Gurkha Contingent, Police Coast Guard e Police Special Operations Command; sostituita con l'Heckler & Koch MP5 dal 1999.
- Somalia[13]
- Spagna: UOE gruppo speciale dell'Armada Española.[23]
- Sri Lanka[13]
- Sudan[13]
- Swaziland[13]
- Tanzania[13]
- Trinidad e Tobago[13]
- Uganda[13]
- Zambia[13]
- Zimbabwe[13]

## Nella cultura di massa
- Nella sua versione standard, l'arma appare in numerosi film, segnatamente della serie James Bond, oltre che in videogiochi.[24]
- Con un piccolo camuffamento cosmetico, dallo Sterling è stato ricavato il fucile "blaster" per i film della serie Star Wars.[25]
- Nel videogioco Tom Clancy's Rainbow Six Siege, l'operatrice canadese Frost, utilizza uno Sterling canadese: un "9mm C1"